# Xanthostemon speciosus
Xanthostemon speciosus är en myrtenväxtart som beskrevs av Elmer Drew Merrill. Xanthostemon speciosus ingår i släktet Xanthostemon och familjen myrtenväxter. Inga underarter finns listade i Catalogue of Life.